# Hadsund (gemeente)

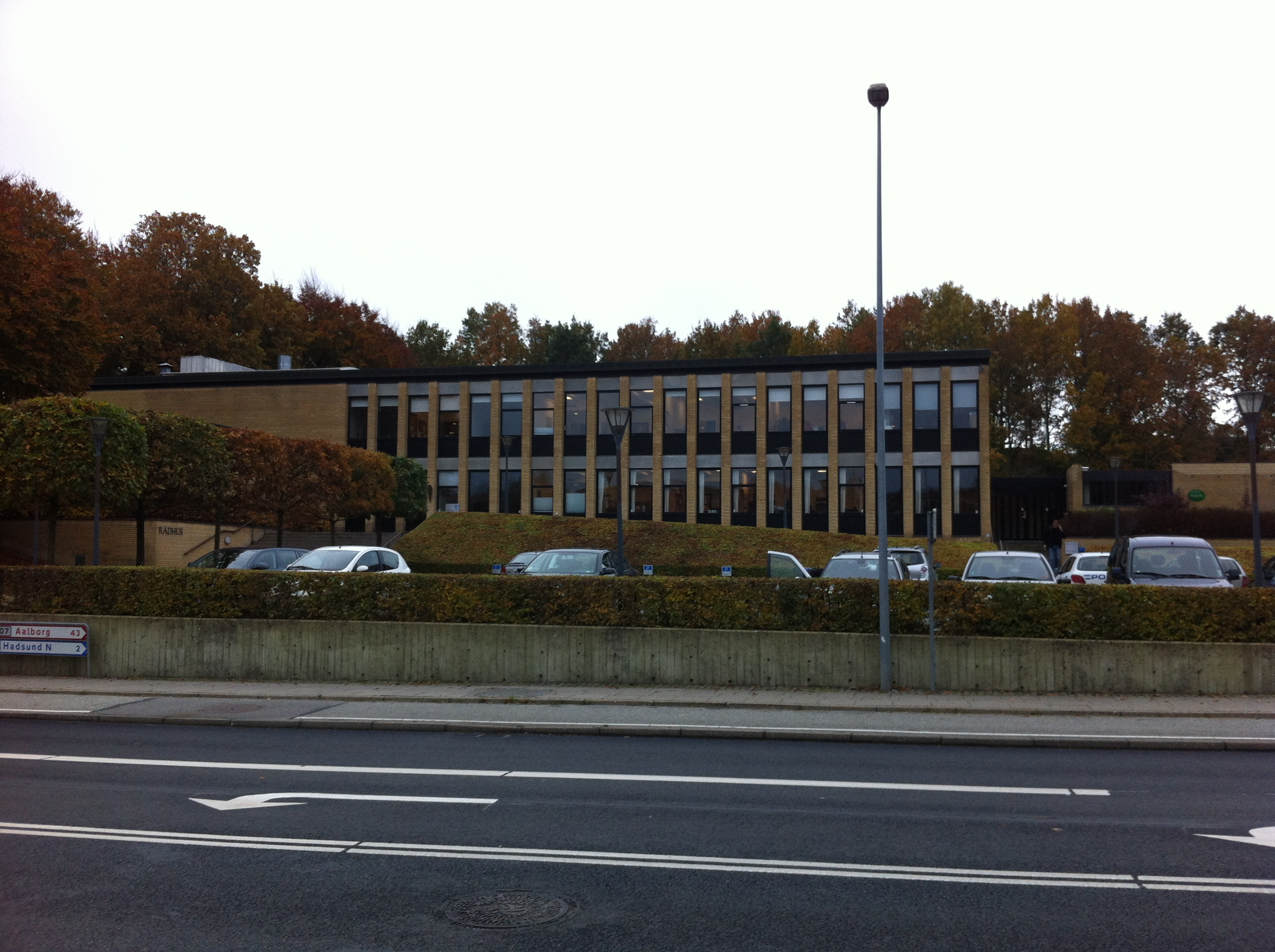
Voormalig Stadhuis van Hadsund

Hadsund was tot 1 januari 2007 een gemeente in Noord-Jutland in het noorden van Denemarken. De gemeente besloeg een oppervlakte van 170,28 km² en had in 2004 een totale bevolking van 10.914. De laatste burgemeester was Karl Christensen, lid van de Sociaal-Democratische Partij.
De grootste stad en de vestigingsplaats van het gemeentehuis was de stad Hadsund.

## Gemeentelijke herindeling
Met ingang van 2007 hield de gemeente op te bestaan als gevolg van een gemeentelijke herindeling. De gemeente vormde samen met Hobro, Arden, Mariager en een klein gedeelte van Aalestrup, de nieuwe gemeente Mariagerfjord. De nieuwe gemeente heeft een oppervlakte van 769 km² en een totale bevolking van 43.049 (2005). Het gemeentehuis van de nieuwe gemeente staat in de plaats Hobro.